# Дозувальний стіл

Дисковий живильник

Дозувальний стіл — дисковий живильник, що здійснює регульовану видачу сипкої маси з дозувально-акумулюючих бункерів. Являє собою горизонтальний диск (стіл), що обертається з заданою швидкістю. Матеріал надходить до дозувального столу по центральному телескопічному стакану з регульованим положенням зовнішнього циліндра. Потрібна кількість матеріалу згортається зі столу нерухомим ножем регульованої довжини у приймальний жолоб. Дозувальний стіл забезпечує високу точність регулювання кількості вивантажуваного матеріалу.